# Hora Legal da África do Sul
|  | UTC−01:00           | Horário de Cabo Verde                                                                  |
|  | UTC±00:00           | Tempo Médio de Greenwich                                                               |
|  | UTC±00:00 UTC+01:00 | Horário da Europa Ocidental Horário de Verão da Europa Ocidental                       |
|  | UTC+01:00           | Horário da África Ocidental / Horário da Europa Central                                |
|  | UTC+01:00 UTC+02:00 | Horário da África Ocidental Horário de Verão da África Ocidental                       |
|  | UTC+02:00           | Horário da África Central / Horário Padrão da África do Sul / Horário do Leste Europeu |
|  | UTC+03:00           | Horário da África Oriental                                                             |
|  | UTC+04:00           | Horário da Maurícia Horário das Seychelles                                             |

Hora Legal da África do Sul (South African Standard Time – SAST), é um fuso horário utilizado por todos da África do Sul, bem como Essuatíni e Lesoto. A zona é de duas horas à frente do UTC (UTC+2) e é o mesmo que Horário da África Central, com horário de verão não sendo observado em qualquer fuso horário. Meio-dia solar neste fuso horário ocorre em 30° E no SAST, efetivamente tornando Durban e Pietermaritzburg no ponto correto do meio-dia solar. Em toda parte oeste efetivamente de 22° 30' E experiências durante todo o ano de horário de verão, devido à sua localização no verdadeiro UTC+1, mas ainda estando em SAST, assim, nascer e por do sol são relativamente tarde na Cidade do Cabo comparado com o resto do país.
Para ilustrar, as horas do dia para o oeste da África do Sul e leste-maioria das grandes cidades:
|                | 1 Janeiro   | 1 Julho     |
| -------------- | ----------- | ----------- |
| Cidade do Cabo | 05:38–20:01 | 07:52–17:48 |
| Durban         | 04:58–19:00 | 06:52–17:07 |

A Hora Legal da África do Sul, ou Relógio Mestre 'SA Time', é mantido no Laboratório do Tempo e Frequência do Instituto Nacional de Metrologia da África do Sul (NMISA) em Pretória e é distribuído publicamente por um NTP Serviço de horário na Internet.

## História
Antes de 8 de fevereiro de 1892 não havia uniformidade de hora na África do Sul e a hora local estava em uso nas várias cidades. Em 1892 uma conferência ferroviária  foi realizada em Bloemfontein, e entre os assuntos discutidos foi a dificuldade de trabalhar um sistema ferroviário na ausência de um sistema de hora uniforme. Como resultado, os então governos do Estado Livre de Orange, Transvaal e da Colónia do Cabo adotaram oficialmente o Horário de Greenwich +01:30, que foi definido como a hora médio de 22,5º a leste de Greenwich. Em 1 de março de 1903, foi adotado o GMT+02:00, que se tornou o atual UTC+02:00 quando UTC substituído GMT para a maioria dos propósitos.
Anterior para 1º de março de 1903 a Colônia de Natal já usava uma hora uniforme regulada pelo Observatório do Natal. A hora média do observatório é de GMT+1:57.
A África do Sul observou um horário de verão de GMT+3:00 de 19 de setembro de 1942 até 21 de março de 1943.